# پیل سوختی خانگی
پیل سوختی خانگی (انگلیسی: Home fuel cell) یا برق و حرارت همزمان در مقیاس کوچک یا میکرو CHP یا میکرو جنریشن یک سیستم انرژی (پیل سوختی) در مقیاس خانگی (تولید در مقیاس کوچک) می‌باشد.